# Kilwinning
Kilwinning est une petite ville historique d'environ 8 000 habitants, située sur la côte ouest de l'Écosse, dans le North Ayrshire, à une trentaine de kilomètres au sud-ouest de Glasgow.
Elle est célèbre dans le domaine de la franc-maçonnerie pour abriter la plus ancienne loge d'Écosse, parfois nommée Kilwinning n°0, source probable du Rite du Mot de maçon (Mason's Word).
L'écrivain et poète Robert William Service connu pour ses poèmes sur le Yukon, habita plusieurs années chez son grand-père paternel et ses tantes à Kilwinning en 1878. Il va à l’école Parish School à Kilwinning.